# Hästholmarna (naturreservat)
Hästholmarna är ett naturreservat i Västerås kommun som består av fem öar: Västra holmen, Elba (Mälaren), Östra holmen, Kattskär och Amundsgrund. Hästholmarna ligger i Mälaren, nära Västerås. Öarna är populära utflyktsmål och sommartid finns det en reguljär båtlinje som trafikeras av passagerarfartyget Elba. 

## Beskrivning
Östra holmen är skogbeväxt med gran, ek, hassel, alm och lind, och omges av vass. Den är viktig för friluftslivet, med reguljär färjetrafik för passagerare under sommaren. Det finns flera badplatser på ön, en badstrand, klippor att sola på och tre små nakenbad, ett för herrar, ett för damer och ett för familjer. Det finns en promenadslinga på ön. Under våren täcks marken med rikligt med vårblommor.
Ön Elba är nästan helt skogklädd med gran och ädellövträd, björk och hassel. Det finns gott om liljekonvaljer som blommar fint på våren. På Elba finns en restaurang med samma namn. Den är öppen sommartid. Det finns även några bostadshus.
Västra holmen är skogklädd med ek och hassel. Det finns buskar: skogstry och måbär. Ön saknar bebyggelse.
Kattskär och Amundsgrund, de två mindre öarna, är delvis planterade med lärkträd. Floran är inte särskilt artrik.

## Syfte
Syftet med naturskyddet är att bevara miljön och vidmakthålla den biologiska mångfalden. De två största öarna är populära utflyktsmål och därför viktiga för friluftslivet.